# Smoky Dawson
Smoky Dawson (né Herbert Henry Dawson le 19 mars 1913, mort le 13 février 2008), est un chanteur de musique country australienne. Dans les années 1930, il commence sa carrière.